# Regionalización del Estado de México
La regionalización académica del Estado de México combina factores del medio físico con factores sociales, así como dimensiones que detectan homogeneidades diferenciadoras con la dimensión que revela la interacción entre colectividades humanas de distintas jerarquías, que tiene densidad histórica y que incluye insumos de regionalizaciones políticas, que, entre otras cuestiones, le confieren su calidad de compacta. Estas características de nuestra propuesta se manifiestan tanto en la materia prima que emplea como en su procesamiento. A continuación, se argumenta la pertinencia de aplicar a nuestra regionalización tales características.

## Regionalización académica[2]
En primer lugar, es académica no solo por su objetivo, sino también porque se expresa a través de un texto científico, lo que se percibe por el marco teórico y metodológico que lo guían. Al respecto, el hecho de que buena parte de su información sea científica (como la relativa al medio físico, la población y las etnias indígenas) no es especialmente relevante, pues el carácter científico de un texto no está determinado porque su información lo sea, sino el procesamiento y la presentación que se hace de ella. 
En segundo lugar, nuestra regionalización se basa en información tanto sobre el medio físico (la contenida en el segundo capítulo, acerca de la fisiografía, el relieve, el clima, la hidrología, etcétera) como sobre factores sociales, la contenida desde el capítulo tercero en adelante, y que se refiere a la demografía, la etnia y las divisiones políticas. 
En tercer lugar, nuestra regionalización combina regionalizaciones por homogeneidades diferenciadoras con regionalizaciones nucleares. Todas las elaboradas sobre el medio físico y la dimensión étnica son del primer tipo. El análisis demográfico del tercer capítulo sobre las localidades más pobladas y las Zonas Metropolitanas (ZM) evidencia regiones nucleares, articuladas por esas localidades y ZM, pero también las homogeneidades diferenciadoras constituidas por las propias manchas urbanas de tales ZM, que se han extendido sobre superficies muchísimo más dilatadas que las usuales en los centros urbanos preindustriales.
En cuarto lugar, el fundamento histórico de nuestra regionalización se evidencia en todos los aspectos sociales involucrados en ella, tanto los demográficos y étnicos como los relativos a la división política, pues en todos los casos la situación actual se contrasta con la prevaleciente hace más de un siglo. Como dato adicional al respecto, convendría recordar que las dimensiones aquí analizadas sobre las actuales manifestaciones del medio físico, aunque no se aluda a ello, siempre tienen orígenes mucho más remotos que los lapsos estudiados respecto a los mencionados aspectos sociales. Por tanto, podría afirmarse que nuestra regionalización tiene base histórica en dos de los sentidos en que puede emplearse la palabra historia: como sinónimo del pasado en general (como cuando se alude a la historia de las rocas o del planeta Tierra) y, en un sentido más restringido, según lo utilizamos comúnmente en este texto, como sinónimo del pasado humano.
En quinto y último lugar, un aspecto fundamental de la materia prima de nuestra regionalización lo constituyen las cuatro categorías políticas concernientes al Estado de México. 

## Regiones del Estado de México[3]
En primer lugar, como denota el término categoría, las cuatro están ordenadas jerárquicamente, lo que se manifiesta con claridad en tres aspectos interrelacionados. En cuanto al espacio, los territorios de mayor jerarquía (con sus autoridades correspondientes) siempre se componen de conjuntos de territorios de menor jerarquía (con sus autoridades específicas); por ejemplo, en la actualidad, el estado se compone de un conjunto de regiones judiciales, cada una de las cuales se compone de un conjunto de distritos judiciales, cada uno de los cuales se compone de un conjunto de municipios. Con respecto al poder de sus autoridades, como se sugiere en lo que se acaba de escribir entre paréntesis, las autoridades de mayor jerarquía tienen, por lo pronto, jurisdicción sobre territorios más extensos que las de menor jerarquía (más allá de que algunas de sus funciones también puedan mostrar esta jerarquía). De acuerdo con el ejemplo anterior, las actuales autoridades estatales ejercen su poder en toda la entidad federativa, la autoridad judicial regional tiene jurisdicción sobre el conjunto de distritos judiciales que integra su región y la autoridad judicial distrital tiene jurisdicción sobre el conjunto de municipios que conforma su distrito. Por último, la jerarquía de las localidades que fungen como cabeceras de territorios por ser sedes de las autoridades correspondientes está determinada por el rango de las autoridades que residen en ellas. Las dos últimas jerarquías, las referidas a las autoridades y las localidades, se hacen más evidentes porque la localidad donde reside una autoridad de mayor rango, por lo menos desde la creación del Estado de México en 1824, siempre funge simultáneamente como sede de las autoridades de menor rango; por ejemplo, la actual capital del Estado de México, Toluca, es al mismo tiempo cabecera de región judicial, cabecera de distrito judicial y cabecera municipal, por ser sede simultáneamente de las autoridades estatales, judiciales regionales, judiciales distritales y municipales. Entre otras cuestiones, de esto se deriva que, por lo menos desde la creación del Estado de México, el número de cabeceras de cualquier tipo de categoría política sea idéntico al número de cabeceras municipales, puesto que no hay capital de estado, cabecera de Einsu (entidad intermedia de nivel superior) ni cabecera de Eiba (entidad intermedia básica) que no sea simultáneamente cabecera de UBOP (unidad básica de la organización política).
En segundo lugar, cabe afirmar que, de acuerdo con lo afirmado respecto a las regionalizaciones políticas en general, las entidades de las categorías políticas que sirven de materia prima para nuestra regionalización parecería que normalmente se ajustan mejor al concepto de región nuclear que al de región por homogeneidad diferenciadora. Sin embargo, se deben hacer dos precisiones al respecto. Por un lado, algunos territorios políticos, aunque parecería que son pocos, cumplen simultáneamente con las características de ambos tipos de región, lo que demostraría que estos no son excluyentes.  Por otro lado, la identificación entre cabecera de territorio político y centro articulador parecería condicionada en gran medida, como sería lógico prever, por la duración del lapso en que fungieron como cabecera. En este sentido, podría afirmarse que las cabeceras de las tres categorías políticas que más han perdurado en el tiempo (las que ahora se denominan estado, distrito judicial y municipio) son las únicas de las que se esperaría que fungieran como centros articuladores de regiones de dimensiones similares a las circunscripciones de las que son cabeceras.
En consecuencia, es dable hacer una clasificación tripartita y jerarquizada de las cabeceras con altas probabilidades de ser centros articuladores de regiones similares a las de sus circunscripciones: la capital estatal, que en ciertos sentidos articularía todo el territorio estatal (incluidas, por tanto, todas sus Eibas y municipios), las cabeceras de las Eibas no coincidentes con la capital estatal, que propenderían a ser centros articuladores de su propia UBOP y de las otras UBOP de sus respectivas circunscripciones, y las cabeceras de las UBOP no coincidentes con cabeceras de Eibas, que tenderían a ser únicamente centros articuladores de sus circunscripciones. De esta clasificación quedarían excluidas así las cabeceras de las Einsus, bajo lo suposición de que en realidad solo fungirían como centros articuladores de Eibas; es decir, el ser cabeceras de conjuntos de Eibas por poco tiempo no le habría permitido expandir, por lo menos significativamente, su área de influencia, la cual habría permanecido semejante a la que tenía cuando solo era cabecera de Eiba.
En tercer lugar, de acuerdo con lo que se acaba de señalar, es posible clasificar, para los efectos de nuestra regionalización, las cuatro categorías políticas que se pueden distinguir en la historia del Estado de México en dos grupos: principales y secundarias. Las principales son el Esu, las Eibas y las UBOP, cuyas existencias seculares, de por lo menos dos centurias, hacen probable que tengan cabeceras que funjan como centros articuladores. Las secundarias son las Einsus, conformadas por dos tipos de entidad cuyos cortos lapsos de existencia (las prefecturas de 1824 a 1861 y las regiones judiciales desde 1995 hasta la fecha) han estado separados por un largo lapso de inexistencia de esta categoría (de 1861 hasta 1995), lo que podría explicar que sus cabeceras no constituyeran centros articuladores de envergadura superior a la de las Eibas.
En cuarto lugar, dado que las cuatro categorías han recibido nombres distintos y que han tenido, además, cambios profundos de naturaleza, es indispensable indicar los términos con los que denominaremos cada una de ellas, con la finalidad de referirnos conjunta o indistintamente a sus distintas manifestaciones históricas.
Con respecto a la categoría de menor rango, se adoptó un término ya acuñado: unidad básica de la organización política (UBOP), que exhibe la continuidad entre los altepeme (plural de altepetl) o señoríos prehispánicos, los pueblos de indios novohispanos y las unidades municipales (UM) del México independiente (García Martínez y Martínez Mendoza, 2012: 15). Desde finales del siglo XVII, la UBOP ha tenido como autoridad específica al ayuntamiento o cabildo, que ha residido en la cabecera municipal correspondiente.
Para referirnos a la unidad espacial aglutinadora de nuestra regionalización, la categoría de mayor jerarquía, empleamos el término entidad subnacional superior (Esu), que alude conjunta o indistintamente a las provincias internas e intendencias introducidas por las reformas borbónicas en la segunda mitad del siglo XVIII, las provincias derivadas de la Constitución gaditana de 1812, las entidades propias del federalismo (estado, territorio y distrito federal) y el departamento típico del centralismo decimonónico. Las autoridades de la Esu (el intendente, el gobernador, la cúspide del Poder Judicial de la Esu y, en su caso, el congreso estatal) son, lógicamente, las de mayor jerarquía dentro de la Esu, como lo demuestra, entre otras cuestiones, que tienen jurisdicción sobre la totalidad de su territorio (con todas las Eibas, UBOP y, en su caso, prefecturas que lo integraran en un momento dado) y han residido en la capital de la Esu, que también ha ostentado mayor jerarquía que cualquier otra localidad del estado, sobre todo por ser sede de las mencionadas autoridades estatales, pero también por ser, simultáneamente, cabecera de Eiba, de UBOP y, en su caso, de prefectura.
Para aludir a las entidades intermedias entre las Esus y las UBOP, se establecieron dos categorías: entidad intermedia básica (Eiba), con varios siglos de existencia ininterrumpida, y entidad intermedia de nivel superior (Einsu), compuesta de varias Eibas. Las Einsus, de mayor rango que las Eibas, son de dos tipos, pero ambos han tenido hasta la fecha una duración corta y discontinua. Para aludir a la Einsu que primero existió, se utiliza el vocablo de prefectura, debido a que esta fue una de las dos palabras con las que mencionó este tipo de Einsu a lo largo de su transitoria existencia (1824-1861).
La autoridad de las prefecturas, que radicaba en la cabecera correspondiente, fue el prefecto. La denominación de la segunda Einsu no ha planteado problema, pues su único nombre parecería que es el de región judicial. Las regiones judiciales, que son de reciente constitución por haberse creado en 1995, están integradas por conjuntos de distritos judiciales y tienen por autoridades a los magistrados del Tribunal Superior de Justicia del Estado de México, que están a cargo de las salas colegiadas y unitarias, las cuales tienen como sedes principales las cabeceras de las cuatro regiones judiciales: Ecatepec, Texcoco, Tlalnepantla y Toluca.
Creamos la expresión referencial de Eiba para nombrar a los siguientes conjuntos de UBOP: alcaldías mayores y corregimientos de los primeros siglos de la Nueva España, subdelegaciones en que se dividieron las intendencias creadas en 1786, partidos de 1824-1861, distritos políticos, rentísticos y judiciales de 1861-1917, distritos rentísticos y judiciales de 1917-1971 y distritos judiciales de 1971 a la fecha. Dos comentarios al respecto: por un lado, a diferencia de las otras tres categorías políticas contempladas, que siempre han tenido una vertiente gubernamental, las Eibas, después de tenerla durante siglos, la perdieron con la Constitución de 1917, de manera que las funciones judiciales han sido las únicas que han mantenido a lo largo de toda su existencia; por otro lado, se utiliza el término partido-distrito para referirse conjunta o indistintamente tanto a los partidos existentes hasta 1861 como a los distritos de 1861 en adelante. En las cabeceras de las Eibas, que siempre ha sido simultáneamente cabeceras municipales, han residido sus autoridades específicas, como el corregidor, el alcalde mayor, el subdelegado, el subprefecto, el jefe político y los juzgados de distrito.
Acerca de estas cuatro categorías de divisiones políticas, nos interesa principalmente (y en la mayoría de los casos exclusivamente) el análisis de dos variables: los límites territoriales y la identificación de las sedes de sus autoridades (recordemos que una característica de los territorios políticos es tener autoridades específicas). Los límites territoriales de tales categorías nos sirven para establecer los límites de nuestra regionalización, aunque no siempre los empleamos de la misma forma. Nuestra regionalización recupera sin ninguna alteración los límites actuales de dos categorías: la estatal, que funge como unidad espacial aglutinadora de nuestra propuesta, y la municipal, que constituyen la categoría más elemental de nuestra regionalización. En estos dos casos, la información histórica que se ofrece sobre los límites territoriales, más completa en el caso de la Esu que en el de las UBOP, tiene el objetivo principal de conocer cómo tales entidades llegaron a tener sus dimensiones actuales, pero esto no afecta el contenido de nuestra regionalización, pues, insistimos, esta reproduce sin modificación alguna los límites presentes de tales categorías.
Sin embargo, en el caso de las Eibas lo más importante al respecto es la información histórica pues de lo que se trata es de detectar límites de Eibas que tengan una duración larga para incorporarlos, a partir de tal permanencia, como límites de nuestras demarcaciones (y regiones). La finalidad es que nuestras demarcaciones (y regiones) tengan esa base histórica que tienen las otras dimensiones sociales incorporadas a nuestra regionalización, a partir de que sus límites reproduzcan límites de Eibas en vigor durante lapsos prolongados. Por esta razón, el requisito principal para rescatar un límite de Eiba para nuestras demarcaciones es que haya estado en vigor por más de una centuria. Al respecto, los límites seleccionados se dividieron en dos grupos: el multisecular, cuya duración es superior a los dos siglos, y el monosecular, cuya duración es mayor a la centuria, pero inferior a los dos siglos. Lógicamente, el tipo de duración de los límites de las Eibas depende principalmente de su origen y continuidad, aunque también nos importa su vigencia actual. En cuanto al origen, los límites rescatados se dividen en novohispano o colonial, aquellos de los que se tiene la certeza de que ya existían en 1786 (la mayoría de ellos probablemente existían desde 1600), y decimonónicos, los originados entre 1825 y 1874. En relación con la continuidad, se distinguen los ininterrumpidos, que en general no tienen interrupciones, pero que si las tienen son menores a los 15 años (a los que se cataloga de casi ininterrumpidos), de los que no tienen interrupciones prolongadas. Con respecto a la vigencia, la mayoría están vigentes hoy, pero hay algunos que dejaron de existir.
La identificación de las sedes de las autoridades de las Eibas sirve principalmente para establecer su grado de permanencia a lo largo del tiempo, del que, como sabemos, depende en buena medida la probabilidad de que sean centros articuladores más allá de lo estrictamente político, pues, cuando la residencia de tales autoridades en la misma localidad se prolonga durante lapsos prolongados, frecuentemente dicha localidad funge como centro articulador de regiones nucleares de dimensiones similares a las de los territorios sujetos a dichas autoridades. En este sentido, para nuestra regionalización es de especial interés las permanencias de la capital estatal y las cabeceras de las Eibas, por más que también se ofrezca información, en la conclusión del libro, sobre la impresionante continuidad de las cabeceras municipales.
La selección del municipio como unidad espacial básica de nuestra regionalización, lo que implica que los municipios no son divididos, sino que cada uno de ellos se incorpora en su totalidad a una sola demarcación y región, tiene cuatro ventajas fundamentales. En primer lugar, permite la incorporación de más datos, pues mucha de la información socioeconómica y política no se encuentra respecto a ámbitos menores que el municipal. Cuando una regionalización divide municipios, el proceso de agregación de datos se convierte en una tarea complicada, cuando no imposible. Por ejemplo, si hubiéramos tenido que dividir los datos municipales contenidos en el cuadro 1 del presente trabajo, porque nuestra regionalización los dividiera en demarcaciones distintas, su elaboración se habría convertido en una pesadilla. En segundo lugar, concede a la regionalización un carácter estrictamente compacto o continuo por el grado de precisión de sus límites. Cada municipio tiene un territorio específico que colinda con el territorio de los municipios vecinos. Los municipios mexiquenses cubren la totalidad del territorio estatal sin dejar espacios intermedios. En tercer lugar, se vincula con la regionalización (y la imagen) más conocida hoy por la población: la del Estado de México dividido en sus 125 municipios. Nuestra regionalización recupera ese mapa, pero le añade, en lo fundamental, dos categorías intermedias entre el estado y el municipio, las cuales, por otra parte, se sobreponen sin problema sobre dicho mapa, pues tanto nuestras demarcaciones como nuestras regiones se componen de municipios. En cuarto lugar, la hace fácilmente comparable con todas aquellas regionalizaciones que también tienen a los municipios como unidades espaciales básicas, desde las de las Eibas y las Einsus, por lo menos desde 1825 hasta hoy, pasando por las regionalizaciones administrativas de esta entidad federativa, hasta la regionalización económica del país de Bassols.
La selección de la actual regionalización en distritos judiciales como materia prima de nuestra regionalización se debe a dos razones principales. Por un lado, es la única regionalización supramunicipal de carácter político o administrativo cuyos límites orígenes tan lejanos. Sus raíces seculares se adaptan bien a la importancia que nuestra regionalización otorga al pasado. Pero este mismo interés por la vigencia de factores significativos a lo largo de lapsos prolongados, hizo necesario someter la actual división de partidos judiciales a una revisión, con la finalidad de recuperar los límites que conjugaran continuidad (hecho fundamental como sabemos para que, entre otras cuestiones, los territorios políticos puedan comportarse como regiones nucleares) con vigencia actual. El criterio de que los límites de Eibas tengan que haber estado en vigor más de un siglo impide rescatar algunos de los límites actuales de los distritos judiciales, como los del distrito de Nezahualcóyotl o los cambios de adscripción de los municipios de San José del Rincón y Amatepec que se decretaron en 2013. Pero no es ese el único motivo para no rescatar los límites distritales actuales, pues tampoco se recuperan cuando, como en el caso del distrito de El Oro, alteraron un límite de Eiba longevo y asociado, tanto antes como ahora, a factores naturales y sociales. La segunda razón por la que se consideró a los actuales distritos judiciales, y a las Eibas en general, como insumos de nuestra regionalización es que en general tienen un tamaño que se adecua bien a las necesidades de una regionalización como la nuestra, pues nuestras regiones resultan en la mayoría de los casos excesivamente grandes para ubicar los hechos y lugares (como vimos, uno de los objetivos principales de toda regionalización académica) con un mínimo de precisión.
El procedimiento para establecer nuestros límites regionales fue el de analizar la vinculación entre los límites de las demarcaciones y los límites de las regiones homogéneas. La comparación con los límites derivados de las regionalizaciones del medio físico, que están claramente asociados entre sí, ponen de manifiesto que hay cuatro límites de demarcaciones con claras relaciones con el medio físico. Pero no se trata solo de un asunto de límites, pues los límites naturales, como sabemos, separan regiones homogéneas, por lo que la relación entre límites de demarcación y límites naturales revelan que las cuatro regiones homogéneas detectables respecto al medio físico son al mismo tiempo demarcaciones o conjuntos de demarcaciones (mapa 2). Por otra parte, la comparación de los límites de las demarcaciones con los límites de los factores sociales considerados en este trabajo no permite la identificación de las cuatro regiones con la claridad que lo hace la comparación que se acaba de indicar con el medio físico, pero sirve para confirmar la pertinencia de algunos de tales límites y regiones; en especial, VMM – Valle de Toluca y Noroeste – Valle de Toluca. Por su parte, los límites de las Einsus, como los de los factores sociales, solo sirvieron para argumentar la pertinencia de algunos límites regionales.
En cuanto a la distinción entre las zonas Occidental y Oriental, tienen su fundamento político más claro en las regiones judiciales, pues la Zona Occidental coincide con la región judicial de Toluca, en tanto que la Zona Oriental, que coincide con el VMM, une las regiones judiciales de Ecatepec, Texcoco y Tlalnepantla (PJEM, 2015 y 2016a). La característica natural más notable de esta regionalización en dos zonas consiste en que están separadas por la sierra de la Cruces. A la Zona Oriental, obviamente, se le pueden aplicar las mismas características señaladas para el VMM, por lo que, entre otras cuestiones, conjuga homogeneidad con articulación de localidades. Sin embargo, la Zona Occidental, que no constituye una región homogénea, tendría como principal característica el constituir una región nuclear, que antaño fue articulada por la ciudad de Toluca y hoy lo es por la ZM de Toluca. 
La ordenación espacial de las regiones y distritos contemplados en nuestra regionalización no solo se deriva de la lógica espacial que debe presidir este tipo de divisiones geográficas, sino que también responde a la proyección pedagógica que pretendemos tenga nuestra propuesta, lo que nos obliga a considerar que las imágenes, en este caso concretadas en mapas, tienen una entidad propia que no puede ser sustituida por las palabras. Es probable que una de las causas de la escasa capacidad que han mostrado las regionalizaciones del Estado de México elaboradas durante siglos, desde las de las memorias gubernamentales decimonónicas hasta las más actuales, para introducirse en el imaginario colectivo mexiquense haya sido, precisamente, que, en general, sus criterios de ordenamiento no hayan sido espaciales, sino de otro tipo, como el alfabético, lo que dificulta notablemente su asimilación. Por ejemplo, en la memoria gubernamental de 1894 los 15 distritos en que se dividía el Estado de México se ordenan alfabéticamente, con la única salvedad de que el de Toluca aparece en primer lugar; es decir, antes que el de Cuautitlán (GEM, 1894: 47-111). Otro ejemplo: la Ley Orgánica del Poder Judicial del Estado de México vigente en la actualidad también ordena alfabéticamente la lista de los 18 distritos judiciales en que divide nuestra entidad, de manera que comienza por el de Chalco y termina por el de Zumpango (LEM LII, 2015).Este problema, por desgracia, no es exclusivo del Estado de México, pues se evidencia incluso en libros de texto de educación básica a través de los cuales se pretende que aprendan geografía los niños y jóvenes de la República Mexicana.

A partir de lo señalado en este capítulo, esperamos cumplir con la “regla” que, según un autor de merecido prestigio en la materia, debe cumplir toda regionalización.
Cualquiera que sea la división en regiones que se haga del espacio, debe ser razonable y razonada, y cada región debe ser consistente con los principios usados para determinarla y congruente con las regiones que tiene como vecinas. Porque, aunque parezca obvio, debe hacerse hincapié en que no puede definirse una región sin que haya otras más o menos equivalentes frente a las cuales distinguirla (García Martínez, 2011: 13).